# Beaver (hrabstwo Marinette)
Beaver – miasto w Stanach Zjednoczonych, w stanie Wisconsin, w hrabstwie Marinette.